# Slangeøen
Slangeøen (ukrainsk: острав Змиїний ostriv Zmijinyj, er en lille klippeø i Sortehavet, på grænsen mellem Ukraine og Rumænien Det ligger i Donaus floddelta, 35 kilometer fra den ukrainske kyst, og dets ejerskab har været omstridt siden 1991. Siden 2009, efter international mægling, har den tilhørt Ukraine. I dag er den en del af Izmajil rajon i Odessa oblast.
Det er ikke klart, hvorfor øen hedder Slangeøen. Der er ingen naturlig bestand af slanger på øen. Grækerne ændrede øens navn til Fidonisi, hvilket betyder "Slangeøen", i slutningen af det 18. århundrede.

## Historie
Slangeøen var allerede kendt i antikken og blev dengang kaldt Leuce (den hvide ø), efter den stejle klippekyst, der lignede kalksten. I nyere tid har den på grund af sin strategiske placering tilhørt forskellige lande. Det Russiske Kejserrige erobrede den fra tyrkerne i 1829, og efter den russisk-tyrkiske krig, blev Slangeøen i 1878 en del af Rumænien.
Fyrtårnet på Slangeøen blev bygget af russerne i 1842 på øens højeste punkt, hvor der tidligere har stået et tempel til ære for den græske gud Achilleus. Fyrtårnet blev ødelagt under både 1. verdenskrig og 2. verdenskrig, men er i nutiden renoveret og udstyret med et radiofyr.
Efter 2. verdenskrig tilhørte øen Sovjetunionen. Efter Unionens sammenbrud i 1991 kæmpede Ukraine og Rumænien om ejerskabet.
Grænsen mellem Ukraine og Rumænien, og dermed retten til den 12000 kvadratkilometer store kontinentalsokkel med store olie- og gasforekomster, blev endeligt afgjort i 2009. Efter en afgørelse i Den Internationale Domstol i Haag blev det besluttet at Slangeøen og en femtedel af havområdet skulle tillfalde Ukraine.

Under den russiske invasion af Ukraine i 2022 angreb og erobrede to russiske krigsskibe Slangeøen. Det blev efterfølgende bombarderet kraftigt af Ukraine og generobret inden for et par måneder efter en russisk tilbagetrækning.